# 洛桑尖蛛
洛桑尖蛛（学名：Aculepeira luosangensis）为园蛛科尖蛛属的动物。在中国大陆，分布于西藏等地。该物种的模式产地在西藏日喀则县洛桑。